# 34475 Zhangyuhui
34475 Zhangyuhui è un asteroide della fascia principale. Scoperto nel 2000, presenta un'orbita caratterizzata da un semiasse maggiore pari a 2,8857511 au e da un'eccentricità di 0,0764627, inclinata di 2,12988° rispetto all'eclittica.